# Anàlisi de citacions
L'anàlisi de citacions és un mètode comú de la bibliometria. Fa servir les citacions en les publicacions científiques per establir enllaços i relacions temàtiques entre els treballs dels acadèmics. Pot definir-se com «l'estudi de la freqüència i dels patrons de cites en articles i llibres».
Per a l'ús d'una anàlisi de citacions cal una base de dades relacional que relacioni la bibliografia d'un document amb els textos originals de cada citació. Actualment això es fa mitjançant consultes a bases de dades electròniques que indexen les citacions automàticament. Les bases de dades i els seus motors de cerca més coneguts són:
- Web of Science
- Google Scholar
- Scopus
- Scirus
- CiteSeer
- ArXiv
- Scielo
- WebCite
- GetCITED
- PubMED
- MEDLINE
- ParaCite Arxivat 2016-03-03 a Wayback Machine.
- Citebase Arxivat 2008-10-11 a Wayback Machine.

Aquestes bases de dades estableixen regles per incloure una publicació. Aquests requeriments acostumen a ser que publiquin de manera periòdica i regular, i que publiquin recerca original i siguin avaluat per experts.